# 南沙客运港

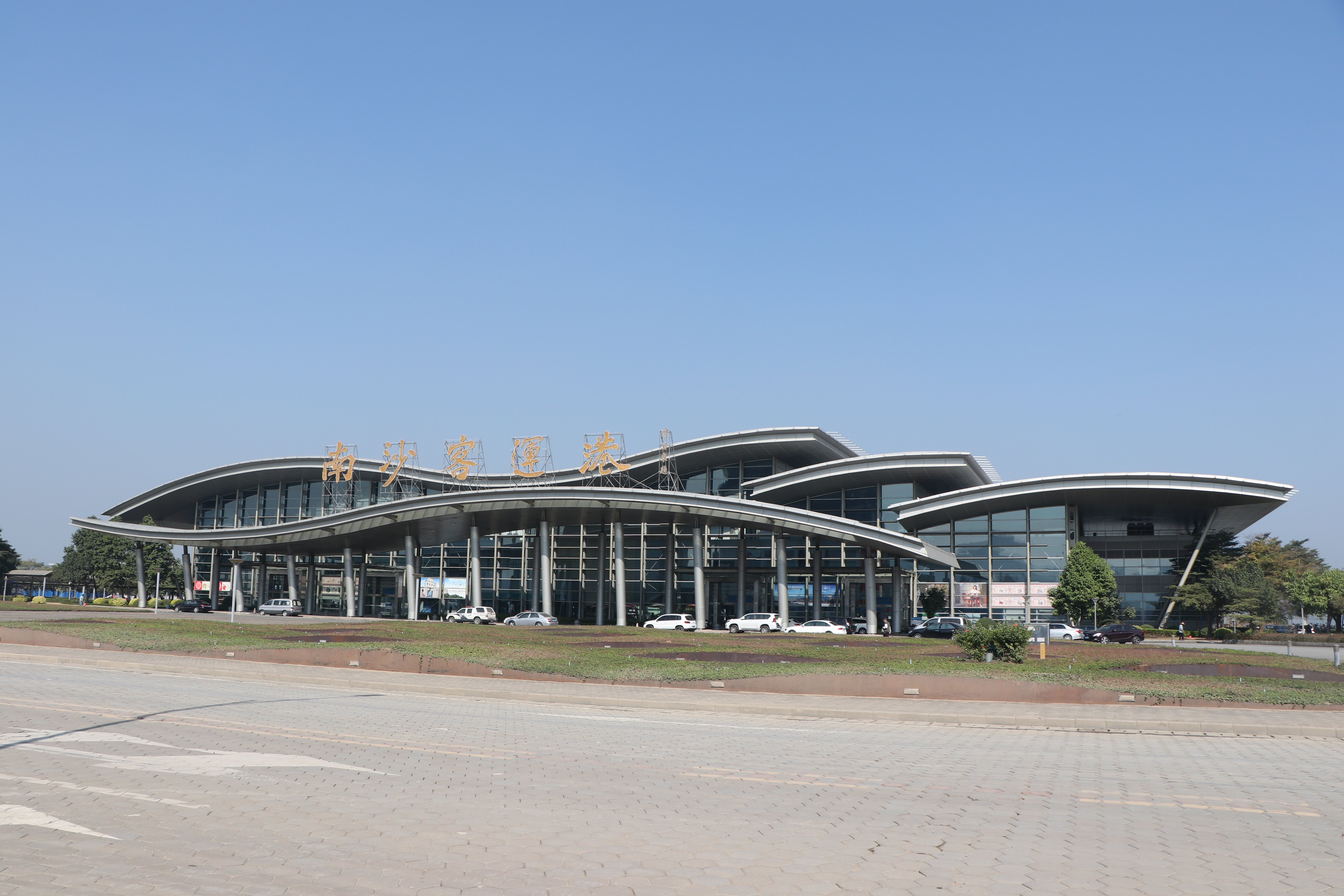
南沙客运港（2017年）

南沙客运港位于广州市南沙区虎门大桥以南商贸大道二路2号，珠江虎门水道西侧；于1992年启用，目前由番禺南沙港客运有限公司独家经营，年设计客运量为160万人次。南沙客运港是连接香港的中国内地港口之一，也是广州三个城际客运码头之一。

## 历史
20世纪80年代末至90年代初，当时还属于番禺市的南沙因离番禺市区遥远且交通不便，被戏称为番禺的“西伯利亚”。祖籍南沙的香港著名富商霍英东于那时开始了将其打造成现代化海滨新城的大计划。第一代南沙客运港作为这座新城通往港澳等地重要的交通配套工程，由霍英东家族财团与当时的番禺市南沙开发区合资建设，于1992年2月2日成立番禺南沙港客运有限公司，同年码头建成并投入使用。至2003年为止，第一代南沙客运港已累计输送816万人次的旅客来往南沙与港澳之间。2000年10月，投资1.1亿元，位于现址的第二代南沙客运港开始建设，并于2004年7月取代第一代南沙客运港而开始运营。2010年6月29日开通往返澳门外港客运码头的班次，但于2011年1月4日起取消往返澳门平日船班，目前澳门航线已暂时停航。2017年7月19日，码头增设港澳通行签证自助终端，方便旅客现场办理赴港手续。

## 运营公司
番禺南沙港客运有限公司（南沙港客运公司）是南沙客运港的运营公司，主要经营广州南沙往返香港的水上客运服务，负责南沙客运港及自有船只的经营维护工作，也负责码头接驳巴士的调度运营。原本由早興有限公司提供航班，但在2017年3月1日改由珠江客運代理。目前航班由多於一條航線之船隻行走，包括番禺蓮花山線、高明線及噴射飛航。另自有巴士用于码头接驳专线。
南沙港客运公司由霍英东家族的番禺建设基金有限公司（番禺建设基金）与广州南沙经济技术开发总公司（南沙经开总公司，南沙区政府全资属下的国有企业）于1992年合资设立；目前注册资本有1112.5万美元，其中番禺建设基金占有南沙港客运公司52%的股份，剩余股份由南沙经开总公司代南沙区持有。

## 航线目的地
以下航线均由番禺南沙港客運有限公司提供服务。
- 香港
  - 中国客运码头
  - 海天客运码头
- 深圳
  - 深圳机场码头

### 航线时刻表[7][8]
| 目的地                            | 南沙港往香港        | 香港往南沙港                          |
| --------------------------------- | ------------------- | ------------------------------------- |
| 香港尖沙咀 中国客运码头（中港城） | 10:10、14:20、18:00 | 8:00、11:50（經停機場）、14:10、16:00 |
| 香港机场 海天客运码头             | 16:30               | 12:30                                 |

注：2024年3月20日起的时间表，因临时原因造成船班变更，均以码头官方公布为准。

## 接驳交通
| 广州地铁 - █4号线（南沙客运港站） 巴士 \| 编号 \| 编号 \| 线路 \| 线路 \| 线路 \| 收费 \| 备注 \| \| ---- \| ------------------ \| -------------------- \| ---- \| ------------------ \| ---- \| --------------------- \| \| \| 南沙3 \| 南沙湾 \| ⇆ \| 黄阁公交总站 \| 2元 \| \| \| \| 南沙5 \| 华润瑞府 \| ⇆ \| 邮轮母港 \| 2元 \| 30分/班 \| \| \| 南沙18 \| 蕉门地铁站（区政府） \| ⇆ \| 南沙湾 \| 2元 \| 15–20分/班 \| \| \| 南沙19 \| 南沙中心医院西门 \| ⇆ \| 南沙湾 \| 2元 \| 15–20分/班 \| \| \| 南沙24 \| 虎门轮渡码头 \| ⇆ \| 横沥地铁站公交总站 \| 2元 \| \| \| \| 南沙53 \| 南沙湾 \| ⇆ \| 南沙儿童公园 \| 2元 \| 15–20分/班 \| \| \| 南沙旅游1 \| 邮轮母港 \| ⇆ \| 十九涌 \| 2元 \| 60分/班 \| \| \| 九王庙接驳线南沙A3 \| 黄山鲁东门 \| ↻ \| 黄山鲁东门 \| 2元 \| 30–60分/班 \| \| ↺ \| 九王庙接驳线南沙A3 \| 黄山鲁东门 \| \| 黄山鲁东门 \| 2元 \| 30–60分/班 \| \| \| 南沙夜5 \| 地铁南沙客运港站 \| ⇆ \| 时代南湾 \| 3元 \| 南沙3路的夜班公交形式 \| - 码头免费接驳巴士： （均由南沙港客运公司运营） - A线：禺山大道口岸中旅——番禺宾馆——番禺美丽华大酒店——南沙客运港 - B线：祈福新村——科尔海悦酒店——南沙客运港 - 蕉门地铁线：蕉门站——南沙客运港 |                    |                      |      |                    |      |                       |
| 编号 | 编号               | 线路                 | 线路 | 线路               | 收费 | 备注                  |
| | 南沙3              | 南沙湾               | ⇆    | 黄阁公交总站       | 2元  |                       |
| | 南沙5              | 华润瑞府             | ⇆    | 邮轮母港           | 2元  | 30分/班               |
| | 南沙18             | 蕉门地铁站（区政府） | ⇆    | 南沙湾             | 2元  | 15–20分/班            |
| | 南沙19             | 南沙中心医院西门     | ⇆    | 南沙湾             | 2元  | 15–20分/班            |
| | 南沙24             | 虎门轮渡码头         | ⇆    | 横沥地铁站公交总站 | 2元  |                       |
| | 南沙53             | 南沙湾               | ⇆    | 南沙儿童公园       | 2元  | 15–20分/班            |
| | 南沙旅游1          | 邮轮母港             | ⇆    | 十九涌             | 2元  | 60分/班               |
| | 九王庙接驳线南沙A3 | 黄山鲁东门           | ↻    | 黄山鲁东门         | 2元  | 30–60分/班            |
| ↺ | 九王庙接驳线南沙A3 | 黄山鲁东门           |      | 黄山鲁东门         | 2元  | 30–60分/班            |
| | 南沙夜5            | 地铁南沙客运港站     | ⇆    | 时代南湾           | 3元  | 南沙3路的夜班公交形式 |